# Anton Rogan
Anthony Gerard Patrick Rogan, meglio noto come Anton Rogan (Belfast, 25 marzo 1966), è un ex calciatore nordirlandese, di ruolo difensore.

## Palmarès

### Club

#### Competizioni nazionali
- Campionato scozzese: 1

Celtic: 1987-1988
- Coppa di Scozia: 2

Celtic: 1987-1988, 1988-1989